# (3763) Qianxuesen
(3763) Qianxuesen ist ein Asteroid des Hauptgürtels, der am 14. Oktober 1980 am Purple-Mountain-Observatorium in Nanjing entdeckt wurde.
Der Name wurde 2001 vergeben und bezieht sich auf den „Vater des chinesischen Raumfahrtprogramms“ Qian Xuesen.